# Made of Stone
"Made of Stone" é uma canção lançada como single pela banda britânica The Stone Roses e presente em seu álbum de estreia autointitulado.
A banda fez sua estreia na televisão britânica tocando esta canção no programa The Late Show, da BBC, em setembro de 1989. Em um momento durante a apresentação, a energia do estúdio caiu, levando o vocalista Ian Brown a sair do palco xingando a produção.

## Certificações
| Região            | Certificação | Vendas   |
| ----------------- | ------------ | -------- |
| Reino Unido (BPI) | Prata        | 200,000^ |